# Parafia św. Małgorzaty w Pierzchnicy
Parafia Świętej Małgorzaty – parafia rzymskokatolicka w Pierzchnicy (diecezja kielecka, dekanat chmielnicki). Erygowana w XV wieku. Mieści się przy ulicy Kościelnej. Duszpasterstwo w niej prowadzą księża diecezjalni.